# Mārtiņš Dzierkals
Mārtiņš Dzierkals (ur. 4 kwietnia 1997 w Rydze) – łotewski hokeista, reprezentant kraju, olimpijczyk z Pekinu 2022.

## Kariera klubowa
W łotewskich ligach młodzieżowych grał od sezonu 2011/2012 dla HK Ogre i powiązanych z klubem drużyn. W sezonie 2014/2015 zadebiutował w Młodzieżowej Hokejowej Lidze w barwach HK Rīga. W latach 2015–2018 grał w Ameryce Północnej. Najpierw dwa sezony spędził w Rouyn-Noranda Huskies w Quebec Major Junior Hockey League, następnie przez sezon grał dla Toronto Marlies w American Hockey League oraz amerykańskiego Orlando Solar Bears w East Coast Hockey League.
W 2018 powrócił na Łotwę i na jeden sezon znalazł się w składzie Dinama Ryga (Kontynentalna Hokejowa Liga). Sezon 2019/2020 spędził w fińskim Mikkelin Jukurit (Liiga). W kolejnym sezonie powrócił do Dinama Ryga. W sezonie 2021/2022 był zawodnikiem czeskiego klubu HC Škoda Pilzno (ekstraliga czeska). Od lata 2022 do marca 2023 był zawodnikiem HC Czeskie Budziejowice.

## Kariera reprezentacyjna
W latach 2012–2017 grał w juniorskich reprezentacjach Łotwy (U17, U18 i U20). W sezonie 2016/2017 zadebiutował w reprezentacji seniorskiej. Był w kadrze Łotyszy podczas mistrzostw świata w 2019 i 2021 (w 2021 strzelił 2 bramki) oraz Zimowych Igrzysk Olimpijskich 2022.